# Villalfonsina
Villalfonsina är en ort och kommun i provinsen Chieti i regionen Abruzzo i Italien. Kommunen hade 928 invånare (2018).